# Arcadia (Washington)
Arcadia az Amerikai Egyesült Államok északnyugati részén, Washington állam Mason megyéjében elhelyezkedő önkormányzat nélküli település.
Arcadia postahivatala 1874 és 1888, majd 1902 és 1918 között működött. A településen két hajót építettek: az Arcadiát 1889-ben és a Bizt 1881-ben.

## Fordítás
- Ez a szócikk részben vagy egészben  az   Arcadia, Washington című angol Wikipédia-szócikk ezen változatának fordításán alapul.  Az eredeti cikk szerkesztőit annak laptörténete sorolja fel. Ez a jelzés csupán a megfogalmazás eredetét és a szerzői jogokat jelzi, nem szolgál a cikkben szereplő információk forrásmegjelöléseként.